# Titus Junius Montanus
Titus Junius Montanus était un Romain du premier siècle et consul suffect en 81 ap. J.-C. avec Lucius Julius Vettius Paullus comme collègue. Une inscription trouvée à Alexandrie de Troade indique qu'il s'agit de sa ville natale, faisant de Montanus la première personne originaire de la partie grecque de l'Empire romain admise au sénat romain,.

## Biographie
L'inscription d'Alexandrie indique que le nom de son père était Gaius, et qu'il était membre de la tribu romaine Aniesus. 
Montanus a commencé sa carrière au service de l'Empire probablement à l'adolescence en tant que triumvir monétaire, un poste prestigieux habituellement attribué aux patriciens. Il fut ensuite tribun militaire dans la Legio V Macedonica. Lorsqu'il fut questeur, Montanus se vit attribuer sa province d'origine, la Bithynie et le Pont. Montanus a occupé ces postes, ainsi que les suivants, tribun de la plèbe et préteur, sous Néron, qui a apparemment favorisé le jeune sénateur. Vespasien avait une opinion différente de Montanus, car la seule fonction qu'il a occupée sous cet empereur était celle de proconsul prétorien de Sicile à une date indéterminée. Syme suppose également que Montanus a obtenu le consulat suffect en raison d'une "faveur spéciale de Titus". Jones pense quant à lui que Montanus et Titus avaient pus se connaître à la cour de Néron, car ils avaient à peu près le même âge. Jones note également que Montanus a continué à bénéficier de la faveur de Domitien après le décès de Titus. 
Montanus était également membre des Titii sodales, et a été nommé patron d'une ville non nommée.